# Cercoïde

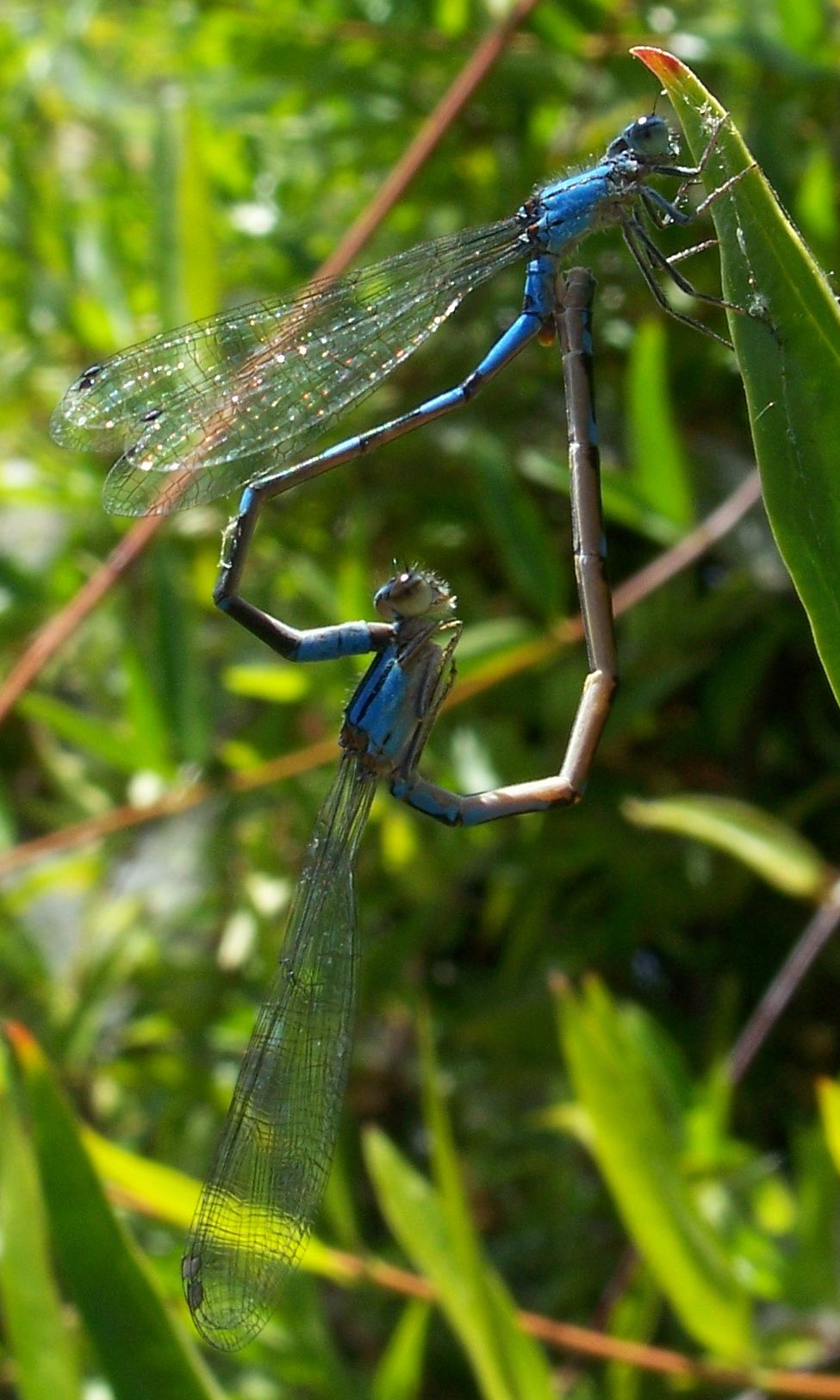
Agrion des scirpes (Enallagma carunculatum) : à la manière d'une pince, les cercoïdes du mâle maintiennent la femelle en arrière de la tête lors de l'accouplement

Les cercoïdes correspondent à des appendices situés à l'extrémité de l'abdomen de certains insectes.
Le mot vient du grec ancien « kerkos » qui signifie « queue ».
La représentation la plus évidente d'un cercoïde peut être visualisée chez des odonates (libellules). Ils sont au nombre de deux.
Ils jouent un rôle dans l'accouplement (photo) ou dans le vol en tandem, qui se poursuit lors de la ponte chez certaines espèces d'odonates.
Les cercoïdes sont plus développés chez les mâles de certaines espèces (cas de Erythromma lindenii).